# Come si porta un uomo alla morte
Come si porta un uomo alla morte: la fotografia della cattura e dell'esecuzione di Cesare Battisti è un libro pubblicato nel 2007 nella collana Opere varie dal Museo storico in Trento in collaborazione con la Provincia autonoma di Trento. Curato da Diego Leoni, contiene scritti di Sonia Pinato, Fabrizio Rasera e Ando Gilardi.

## Contenuto
Il volume è dedicato alla figura del patriota ed irredentista trentino Cesare Battisti, del quale vengono narrati - e documentati fotograficamente - gli ultimi giorni di vita, dalla cattura sul monte Corno (oggi monte Corno Battisti) fino alla morte per strangolamento, avvenuta nel castello del Buonconsiglio il 12 luglio 1916.
Seconda la testimonianza di Pompeo Zumin sul luogo del patibolo vi era "un'infinità di apparecchi fotografici, tra i quali uno di dimensioni grandissime e che avrebbe potuto essere un apparecchio cinematografico", tuttavia la luce del sole, che arrivava sul luogo attraversando un foro del muro di cinta del castello, battendo direttamente su parte degli obiettivi ne impedì il funzionamento e la ripresa cinematografica.
Nonostante ciò, diversi fotografi, presenti sul luogo dell'esecuzione, documentarono le fasi dell'impiccagione di Battisti con una serie di fotografie.
Le circa ottanta immagini che compongono la serie fotografica su cui si basa il lavoro di Leoni e degli studiosi che si sono occupati della redazione dei saggi divulgativi mostrano le varie fasi di quello che è stato definito il calvario di Cesare Battisti, dal suo trasferimento a Trento, fino all'esecuzione nella fossa del Castello.

Il corpo del martire messo in mostra dal carnefice

La serie fotografica è stata composta attingendo da archivi pubblici e collezioni private: si tratta di immagini di origine e natura differerenti tanto nei formati, quanto nei supporti adoperati e negli stili di ripresa di coloro che materialmente le scattarono. Come spiegato dagli stessi curatori, "forse mai prima di allora la fotografia aveva svelato, attraverso la morte di un uomo, il legame indissolubile tra l'immagine, che è la produzione del simile, e l'aggressività, che è la distruzione del simile, assumendo nel simbolo (l'immagine-icona) il sacrificato".
Si tratta, in definitiva, di una memoria-fotografica tesa a documentare l'aberrazione della morte come propaganda in uno dei primi eventi mediatici documentati per immagine, ben prima di quelli altrettanto clamorosi e futuri, come ad esempio l'uccisione di un prigioniero vietcong da parte dell'ufficiale vietnamita Nguyễn Ngọc Loan (1968) o la foto-ricordo scattata dalla riservista dell'esercito Stati Uniti Sabrina Harman, ripresa accanto al cadavere di un prigioniero iracheno nella prigione di Abu Ghraib.
L'immagine divenuta icona del martirio di Battisti e che destò il massimo orrore, nella valenza puramente propagandistica del messaggio che intendeva diffondere, è quella raffigurante il patriota, morto da pochi minuti, effigiato con accanto il boia Josef Lang, fatto giungere appositamente da Vienna, che posa sorridente vicino al cadavere della sua vittima.

## Edizioni
- Diego Leoni (a cura di), Come si porta un uomo alla morte: la fotografia della cattura e dell'esecuzione di Cesare Battisti, collana Opere varie, Museo storico in Trento - Provincia autonoma di Trento, 2007,  p. 286, ISBN 978-88-7197-097-4.